# ČSD-Baureihe EM 410.0
Die ČSD-Baureihe EM 410.0 war ein elektrischer Triebwagen der Lokalbahn Tábor-Bechyně, der als Ersatz für einen vernichteten Triebwagen der Reihe M 400.0 entstand und nur auf der erwähnten Lokalbahn Dienst tat. Das Fahrzeug wurde von Královopolská, Brno (Wagenkasten) und Škoda, Plzeň (elektrische Ausrüstung) hergestellt.

## Geschichte
Der Gesamtverkehr auf der Lokalbahn Tábor-Bechyně wurde jahrzehntelang von den vier elektrischen Triebwagen der Reihe M 400.0 ausgeführt. 1937 wurde der M 400.004 durch ein Feuer vernichtet, und so entstand 1941 ein Ersatzfahrzeug.
Dieses Fahrzeug wickelte mit den verbliebenen M 400.0 weiterhin den Gesamtverkehr auf der Trasse ab, und das bis 1956, als 2 Fahrzeuge der Reihe E 422.0 nach Tábor geliefert wurden. Nach 1962 wurden durch die Umstellung des Prager Knotens auf 3 kV Gleichspannung 2 Lokomotiven der Reihe E 436.0 und eine Lokomotive der Reihe E 424.0 nach Tábor geliefert. Als dann um 1973 neue Lokomotiven der Reihe E 426.0 auf der Trasse erschienen, wurde der EM 410.001 ausgemustert.

## Technische Merkmale
Das Fahrzeug hatte die gleichen Drehgestelle und Traktionsmotoren wie die erneuerten Fahrzeuge der Reihe M 400.0, so dass diese beiderseitig getauscht werden konnten. Bei gleichem Achsabstand der Drehgestelle war der gesamte Achsstand vergrößert wurden auf 11.000 mm. Ebenso war die Gesamtlänge auf 15.000 mm vergrößert wurden.
Der Wagenkasten war eine von außen beblechte Kastenkonstruktion und war analog aufgeteilt wurden wie bei den Musterfahrzeugen. Ein Abteil der früheren 2. Klasse hatte acht Sitzplätze, und in zwei Abteilen der früheren 3. Klasse waren insgesamt 40 Sitzplätze eingeteilt. Das Gepäckabteil war gleichzeitig vorhanden.